# Гайнц Шуберт
Гайнц Герман Шуберт (нім. Heinz Hermann Schubert; 27 серпня 1914, Берлін, Німецька імперія — 17 серпня 1987, Бад-Ольдесло, ФРН) — німецький офіцер, оберштурмфюрер СС, ад'ютант Отто Олендорфа, командира айнзацгрупи D, причетний до вбивств євреїв на території України. Після війни на Нюрнберзькому процесі у справі про айнзацгрупи в 1948 році був засуджений до страти, пізніше заміненої на 10 років ув'язнення.

## Біографія
Народився 27 серпня 1914 року в Берліні невдовзі після початку Першої світової війни. Спочатку відвідував школу в Айзенберзі, потім навчався у вищій комерційній школі в районі Ліхтенберг. З квітня 1931 року до серпня 1933 року працював адвокатом .
З серпня 1933 року працював на рейхсштатгальтері Бремена та Ольденбурга. 1 травня 1934 року у віці 19 років вступив до НСДАП (квиток № 3474350). 10 жовтня 1934 року було зараховано до лав СС (№ 107326). З цього часу служив в апараті СД. До вступу в айнзацгрупу D служив у Головному управлінні імперської безпеки у відділі I A4 (персональні дані ЦД) .
У жовтні 1941 року замінив свого попередника Майра на посаді ад'ютанта командира айнзацгрупи D Отто Олендорфа  . У грудні 1941 року Олендорф та його заступник Віллі Зайберт доручили йому організувати та проконтролювати вбивство від 700 до 800 осіб у Сімферополі. Розстріл був здійснений зондеркомандою 11b. Шуберт чітко визначив місце стрілянини, щоб уникнути випадкових свідків, наказав завантажити у вантажівки жертв із циганського кварталу Сімферополя та контролював збір грошей та цінностей. Він особисто спостерігав за розстрілами, які відбувалися на великій відстані між стрілками та жертвами, щоб зменшити «емоційне навантаження» стрільців .
На початку липня 1942 року Шуберт залишив айнзацгрупу D, яку тепер очолював Вальтер Біркамп, і повернувся до Берліна, де працював у 3-му відомстві (внутрішня служба СД) Головного управління імперської безпеки (РСХА). Наступником Шуберта на посаді ад'ютанта командира айнзацгрупи D у липні 1942 став Ганс Тілеке. До кінця 1944 залишався ад'ютантом Отто Олендорфа в РСХА, після чого служив під керівництвом Ганса Еліха у групі III B (народність і народне здоров'я) РСХА .

### Після війни
Після закінчення війни був заарештований і постав перед американським військовим трибуналом у Нюрнберзі, який розглядав справу айнзацгруп. 9 квітня 1948 року був визнаний винним за всіма трьома пунктами звинувачення: злочини проти людства, військові злочини та членство у злочинних організаціях. 10 квітня 1948 року був засуджений до страти . 31 січня 1951 року Верховний комісар зони США в Німеччині Джон Макклой звернувся до консультативної ради з питань помилування військових злочинців з метою перегляду 15-ти смертних вироків: четверо були замінені на довічне ув'язнення, а шість терміном від 10 до 25 років, решта п'ять вироків повинні бути виконані  . Смертний вирок щодо Шуберта було замінено на тюремне ув'язнення терміном 10 років. У 1952 він був звільнений достроково  . Помер 17 серпня 1987 року.

## Нагороди[8]
- Хрест Воєнних заслуг 2-го класу з мечами
- Цивільний знак СС